# تطبيق مؤقت (معاهدة)
التطبيق المؤقت لمعاهدة عبارة عن موقف محدد يتم فيه تطبيق اتفاقية أو جزء من الاتفاقية بشكل مؤقت في انتظار دخولها في حيز التنفيذ.
وينص البند الخامس والعشرين من اتفاقية فيينا لقانون المعاهدات أن تلك الحالة يمكن أن تحدث فيما يلي "
(أ) أن تنص المعاهدة ذاتها على ذلك، أو
(ب) أن تتفق الدول المتفاوضة على ذلك بطريقة أخرى."